# Ryōsuke Irie
Ryōsuke Irie (jap. 入江陵介 Irie Ryōsuke; ur. 24 stycznia 1990 w Osace) – japoński pływak specjalizujący się w stylu grzbietowym, trzykrotny medalista olimpijski, trzykrotny medalista mistrzostw świata.
Pierwszy sukces odniósł podczas Igrzysk Azjatyckich w Dosze w 2006 roku, kiedy to zdobył złoty medal na 200 m stylem grzbietowym. Dnia 10 maja  2009 roku, w rywalizacji reprezentacji Japonii z Australią w pływaniu, Irie przepłynął wcześniej wspomniany dystans w 1:52.86, o sekundę szybciej od rekordu świata. Nie został on jednak uznany przez FINA, ponieważ Japończyk płynął w niedozwolonym stroju.
Do największych sukcesów Irie zalicza się wywalczenie trzech medali olimpijskich z Londynu w 2012 roku. Srebrne medale zdobył płynąc na 200 m stylem grzbietowym oraz w sztafecie 4 × 100 m stylem zmiennym, natomiast brązowy medal wywalczył na dystansie 100 m stylem grzbietowym.
Japończyk ma w swoim dorobku również trzy medale mistrzostw świata w pływaniu, dwa srebrne oraz jeden brązowy. Pierwszy, srebrny medal, wygrał w 2009 roku w Rzymie na 200 m stylem grzbietowym. Kolejne dwa zdobył dwa lata później w Szanghaju. Srebrny ponownie na 200 m, a brązowy na 100 m stylem grzbietowym.
Startując na igrzyskach azjatyckich łącznie Japończyk wygrał pięć medali. Jeden medal, złoty, zdobył w 2006 roku w Dosze, a kolejne, trzy złote oraz brązowy, w 2010 roku w Kantonie.